# 交野市立星田小学校
交野市立星田小学校（かたのしりつ ほしだしょうがっこう）は、大阪府交野市にある公立小学校。
明治時代初期に交野郡星田村に設置された小学校を起源としている。大阪府内の中でも特に歴史が深く、明治時代の一時期には、交南尋常小学校（現在の交野市立交野小学校の前身）の分校となっていたこともある。また当校から北河内郡水本尋常小学校（現在の寝屋川市立明和小学校）・交野市立妙見坂小学校・交野市立旭小学校の3校が分離している。

## 沿革
- 1872年7月 - 星田郷学校が創立。交野郡星田村・慈光寺に校舎を置く。
- 1873年5月 - 六十番小学に改称。
- 1875年5月 - 星田小学に改称。
- 1885年7月 - 交野郡交南尋常小学校（現在の交野市立交野小学校）の開校に伴い、同校の分校となる。
- 1887年5月7日 - 交南尋常小学校より独立、交野郡旭尋常高等小学校へ改編。
- 1889年 - 郡の合併により、北河内郡旭尋常高等小学校と称する。
- 1893年 - 星田村水本村尋常小学校組合を設置。
- 1921年10月1日 - 水本村に北河内郡水本尋常高等小学校（現在の寝屋川市立明和小学校）が開校したこと伴い学校組合を解消。星田村の単独運営となり、北河内郡星田尋常高等小学校と改称。この日を創立記念日とする。
- 1934年9月21日 - 室戸台風で校舎が傾斜する被害。
- 1941年4月1日 - 国民学校令により、北河内郡星田国民学校に改称。
- 1947年4月1日 - 学制改革により、星田村立小学校に改称。
- 1954年2月28日 - 校旗、校歌制定。
- 1955年4月1日 - 星田村が交野町に編入したことに伴い、交野町立星田小学校に改称。
- 1971年11月3日 - 交野町が市制施行で交野市になったことに伴い、交野市立星田小学校に改称。
- 1974年4月1日 - 交野市立妙見坂小学校を分離。
- 1977年4月1日 - 交野市立旭小学校を分離。
- 1992年4月1日 - 文部省・大阪府教育委員会・交野市教育委員会から、道徳教育の研究校に指定される。

## 通学区域
- 交野市 星田1丁目・2丁目・3丁目・8丁目および星田北7丁目の全域。
- 交野市 星田4丁目・5丁目・9丁目、南星台1丁目、大字星田のそれぞれ一部。

卒業生は基本的に交野市立第三中学校に進学する。

## 交通
- 片町線（学研都市線） 星田駅 東へ約450m。